# Жабоч
Жабоч — село в Україні, у Малинській міській територіальній громаді Коростенського району Житомирської області. Населення становить 47 осіб (2001).

## Історія
12 червня 2020 року, відповідно до розпорядження Кабінету Міністрів України № 711-р «Про визначення адміністративних центрів та затвердження територій територіальних громад Житомирської області», територію та населені пункти Іванівської сільської ради включено до складу Малинської міської територіальної громади Коростенського району Житомирської області.

## Населення

### Мова
Розподіл населення за рідною мовою за даними перепису 2001 року:
| Мова       | Кількість | Відсоток |
| ---------- | --------- | -------- |
| українська | 47        | 100%     |

## Відомі особистості
- Барановський Микола Тимофійович (1927—1996) — український вчений у галузі економіки, професор, доктор економічних наук.